# Station Roma Tiburtina

Tiburtina is een station in de Italiaanse hoofdstad Rome. In 1866 werd op deze locatie station Portonaccio geopend. In de jaren 30 van de twintigste eeuw werd het station vergroot en kreeg het de huidige naam. Het station werd op 8 december 1990 aangesloten op lijn B van de metro van Rome. Tussen 2007 en 2011 werd het station geheel herbouwd en sindsdien doet het vooral dienst als overstap tussen de hoge snelheidsdiensten en het stadsgewestelijk net.